# Marxa de la milícia soviètica
La Marxa de la milícia soviètica (en rus: Марш советской милиции, romanitzat: Marx sovetskoi militsi ), op. 139 és una marxa per a banda militar composta l'any 1970 per Dmitri Xostakóvitx.

## Història
Xostakovitx va compondre la Marxa de la milícia soviètica l'octubre de 1970 a petició de Nikolai Sxólokov, aleshores ministre de l'Interior de l'URSS. Les fonts discrepen sobre si l'obra té una dedicatòria. Segons Maksim Xostakóvitx, Pauline Fairclough, i Derek C. Hulme, Xostakovitx va dedicar l'obra al seu amic, escriptor i satíric mort Mikhaïl Zósxenko. L'editor de la nova edició d'obres recopilades de la partitura, però, afirma que la partitura no té dedicació.
El treball va ser publicat per Sovietsky kompozitor, Muzika i DSCH Publishers el 1972, 1978 i 2006 respectivament. És l'últim treball cerimonial de Xostakóvitx per al govern soviètic.

## Música
El tempo de la Marxa de la milícia soviètica es marca Allegretto. Una actuació típica triga aproximadament 2 minuts.

## Estrena i recepció
La Marxa de la milícia soviètica es va estrenar a la Casa dels Sindicats de Moscou el 10 de novembre de 1970. Va ser l'obra destacada en una cerimònia nocturna que celebrava el Dia de la Milícia Soviètica. L'obra va ser estrenada per l'Orquestra Exemplar de l'Oficina del Comandant del Kremlin dirigida per Nikolai Zolotariov; també van fer el seu primer enregistrament el 1971 per a Melodiya. Va guanyar el primer premi al Concurs de la Unió per a la millor obra literària, artística i musical sobre el personal d'Afers Interns.
El biògraf i investigador de Xostakóvitx Levon Akopian, va enumerar Marxa de la milícia soviètica com una de les "manifestacions de conformitat" del compositor sobre la qual era "millor no recordar".